# LHS 145
LHS 145 is een witte dwerg met een spectraalklasse van DA. De ster bevindt zich 31,69 lichtjaar van de zon.